# Thổ Thổ Cáp
Thổ Thổ Cáp (chữ Hán: 土土哈, chuyển ngữ Poppe: Togtoqa, 1237 – 1297), người thị tộc Bá Nha Ngột, dân tộc Khâm Sát (Kipchak), là tướng lĩnh nhà Nguyên trong lịch sử Trung Quốc. Ông có công bảo vệ biên giới phía bắc đế quốc.

## Thân thế
Tổ tiên của Thổ Thổ Cáp là người bộ tộc Án Đáp Hãn Sơn ở Chiết Liên xuyên, phía bắc Vũ Bình lộ, về sau dời đến núi Ngọc Lý Ba Lý ở phía tây bắc, định cư ở đất ấy, đặt quốc hiệu là Khâm Sát.   Thủy tổ là Khúc Niên ; ông kỵ là Toa Mạt Nạp, ông cụ là Diệc Nạp Tư, đời đời làm Khâm Sát quốc vương.
Thành Cát Tư hãn tấn công thị tộc Miệt Nhi Khất (Merkit), thủ lĩnh của họ là Hỏa Đô chạy đến Khâm Sát, được Diệc Nạp Tư che chở. Thành Cát Tư hãn sai sứ đòi giao người, Diệc Nạp Tư từ chối.  Thành Cát Tư hãn mệnh cho Tốc Bất Đài, Triết Biệt đi dẹp. Diệc Nạp Tư đã già, trong nước rối loạn, ông nội của Thổ Thổ Cáp là Hốt Lỗ Tốc Man sai sứ nhận tội với Oa Khoát Đài. Đến khi Mông Ca nhận lệnh cầm quân, cha của Thổ Thổ Cáp là Ban Đô Sát đưa cả tộc đầu hàng.  
Ban Đô Sát tòng chinh Oát La Tư (Nga), tham gia chiếm thành Mạch Khiếp Tư, có công. Ban Đô Sát soái 100 người Ngọc Lý Ba Lý Khâm Sát theo Hốt Tất Liệt đánh Đại Lý, đánh Tống; bọn họ nổi tiếng cường dũng. Người Ngọc Lý Ba Lý Khâm Sát thường được hầu hạ bên cạnh Hốt Tất Liệt, coi việc nuôi ngựa, hằng năm vắt sữa ngựa dâng lên; sữa trong vắt mà vị ngon, gọi là sữa ngựa đen; tiếng Mông Cổ gọi đen là Cáp lạt, nhân đó những túc vệ người Ngọc Lý Ba Lý Khâm Sát được gọi là Cáp Lạt Xích. Hốt Tất Liệt gả em gái của chư vương Cáp Nạp là Nột Luân cho Ban Đô Sát.

## Phụng sựNguyên Thế Tổ

### Giành lại đại trướng
Năm Trung Thống đầu tiên (1260), cha con Ban Đô Sát, Thổ Thổ Cáp theo Hốt Tất Liệt đánh A Lý Bất Ca ở Mạc Bắc, cùng có công được thưởng. Ban Đô Sát mất, Thổ Thổ Cáp được tập chức của cha, coi túc vệ.
Tông vương Hải Đô nổi loạn, Nguyên Thế Tổ cho rằng Mạc Bắc là căn bản của quốc gia, mệnh cho Hoàng thái tử Bắc Bình vương Na Mộc Hãn soái chư vương trấn thủ nơi ấy. Năm Chí Nguyên thứ 14 (1277), chư vương Thoát Thoát Mộc, Thất Liệt Cát  phản, cướp bóc các bộ, chiếm đoạt đại trướng của Nguyên Hiến Tông đem đi. Thổ Thổ Cáp soái quân đánh dẹp, đánh bại tướng của phản quân là Thoát Nhi Xích Nhan ở Nạp Lan Bất Lạt, đón các bộ quay về. Thủ lĩnh bộ tộc Ứng Xương là Chích Nhi Ngõa Đài nổi loạn, Thoát Thoát Mộc đem quân tiếp ứng, giữa đường gặp Thổ Thổ Cáp, sắp giao chiến, bị quân Nguyên bắt được vài mười kỵ binh do thám, Thoát Thoát Mộc bỏ đi; quân Nguyên bèn diệt Chích Nhi Ngõa Đài. Thổ Thổ Cáp đuổi theo bọn Thoát Thoát Mộc đến Thốc Ngột Lạt hà , trải qua 3 đêm mới quay lại. Sau đó lại đánh bại phản quân ở Oát Hoan hà , giành lại đại trướng, trả người của các bộ bị bắt về Bắc Bình.

### Nhận nhiều ân sủng
Năm thứ 15 (1278), quân Nguyên bắc chinh, có chiếu cho 1000 kiêu kỵ Khâm Sát đi theo. Thổ Thổ Cáp đuổi theo Thất Liệt Cát qua Kim Sơn, bắt bọn Trát Hốt Đài để hiến. Lại đánh bại bọn Khoan Chiết Ca, bịt vết thương ra sức chiến đấu, bắt được ngựa, dê, quân nhu rất nhiều. Về triều, đế triệu đến trước giường, đích thân úy lạo, ban cho tửu khí (đồ uống rượu) bằng vàng bạc cùng trăm lạng bạc, chín món kim tệ (vật dụng bằng vàng), các bộ quan phục Chích tôn để dự tiệc theo mùa trong năm, một con chim cắt Hải Đông Bạch, còn ban cho đại trướng vừa giành lại. Lại có chiếu đem tất cả người Khâm Sát, là dân hay nô tỳ của chư vương, biên thành hộ tịch riêng, chịu sự quản lý của Thổ Thổ Cáp, mỗi hộ được cấp 2000 xâu tiền, hằng năm ban thóc, lụa, tuyển kẻ tài dũng gia nhập túc vệ.  
Năm thứ 19 (1282), được thụ Chiêu dũng đại tướng quân, Đồng tri thái phó viện sự. Năm thứ 20 (1283), đổi làm Đồng tri vệ úy viện sự, kiêm lãnh Quần mục tư. Thổ Thổ Cáp xin cho người của bộ lạc Cáp Lạt Xích làm đồn điền ở Kỳ nội; có chiếu cấp 400 khoảnh vườn ở huyện Văn An thuộc Bá Châu, thêm 800 quân dân nước Tống mới hàng, khiến ông lãnh việc ấy. Năm thứ 21 (1284), được ban Kim hổ phù, rồi ban kim điêu, cừu mạo (áo mũ), ngọc đái (đai ngọc) mỗi món được một, một con chim cắt Hải Đông Thanh , một khu cối xay nước, 2000 mẫu vườn ở cận giao (cõi gần thành), dời hộ tịch 4600 con em Mông Cổ các lộ Hà Đông sang ở dưới quyền Thổ Thổ Cáp. Năm thứ 22 (1285), được bái làm Trấn quốc thượng tướng quân, Xu mật viện phó sứ. Năm thứ 23 (1286), triều đình đặt Khâm Sát thân quân vệ, bèn lấy Thổ Thổ Cáp kiêm Đô chỉ huy sứ, cho tùy ý chọn thành viên tông thất và quan lại làm quan thuộc.

### Phò tá hoàng tôn
Quân đội của Hải Đô xâm phạm Kim Sơn, có chiếu sai Thổ Thổ Cáp và đại tướng Đóa Nhi Đóa Hoài cùng kháng địch. Năm thứ 24 (1287), tông vương Nãi Nhan phản, ngầm sai sứ liên kết với Dã Bất Cán, Thắng Lạt Cáp, Thổ Thổ Cáp bắt được sứ giả, nắm rõ tình hình, tâu lên, xin gọi bọn Thắng Lạt Cáp vào triều. Thắng Lạt Cáp bày tiệc mời 2 tướng, Đóa Nhi Đóa Hoài muốn đi, Thổ Thổ Cáp cho rằng việc này khó lường, bèn đình chỉ, nên kế của Thắng Lạt Cáp không thi hành được. Chưa được lâu, có chỉ lệnh Thắng Lạt Cáp vào triều, hắn ta sắp từ Đông Đạo lên đường, Thổ Thổ Cáp nói với Bắc An vương Na Mộc Hãn rằng: "Đất đai của hắn ở mặt đông, sang đấy thì không sợ gì nữa; ấy là thả cọp về với núi rừng đấy!" Na Mộc Hãn bèn mệnh cho Thắng Lạt Cáp theo Tây Đạo mà đi. Có tin đồn Dã Bất Cán phản, mọi người muốn báo lên triều đình, rồi mới phát binh. Thổ Thổ Cáp không đồng ý, gấp gáp tiến quân, đi suốt 7 ngày đêm, vượt Thốc Ngột Lạt hà, giao chiến ở Bột Khiếp lĩnh, đánh cho phản quân đại bại, Dã Bất Cán một mình chạy thoát.  Khi ấy Thế Tổ thân chinh Nãi Nhan, nghe tin, sai sứ mệnh cho Thổ Thổ Cáp quét sạch tàn dư phản quân, men sông tiến xuống. Gặp vạn kỵ binh của phản vương Dã Thiết Ca, Thổ Thổ Cáp đánh đuổi ông ta, giành được rất nhiều ngựa, còn bắt bọn phản vương Cáp Nhi Lỗ, dâng tù binh ở hành tại, đế giết đi. Người Khâm Sát, Khang Lý bỏ phản quân về hàng, lập tức giao cho Thổ Thổ Cáp, đặt ra Cáp Lạt Lỗ vạn hộ phủ; người Khâm Sát tản mát các nơi, làm bộ hạ của chư vương An Tây, đều lệnh cho ông thống lãnh. Khi ấy hoàng tôn Thiết Mục Nhĩ (sau này là Nguyên Thành Tông) làm phủ quân ở phương bắc, có chiếu lấy Thổ Thổ Cáp tòng chinh. Quân Nguyên đuổi theo tàn dư của Nãi Nhan ở Cáp Lạp Ôn , giết phản vương Ngột Tháp Hải, thu hàng tất cả bộ hạ của ông ta. Năm thứ 25 (1288), chư vương Dã Chích Lý bị phản vương Hỏa Lỗ Hỏa Tôn  tấn công, sai sứ cáo cấp. Thổ Thổ Cáp lại theo hoàng tôn dời quân cứu viện, đánh bại kẻ địch ở Ngột Lỗ Hôi. Quân Nguyên về đến Cáp Lạt Ôn sơn, trong đêm vượt Quý Liệt hà , đánh bại phản vương Cáp Đan, thu hàng tất cả các bộ ở Liêu Tả, đặt Đông Lộ vạn hộ phủ. Thế Tổ khen ngợi công lao của Thổ Thổ Cáp, gả em gái của Dã Chích Lý là Tháp Luân làm vợ ông.
Năm thứ 26 (1289), Thổ Thổ Cáp theo hoàng tôn Tấn vương Cam Ma Lạt đánh Hải Đô. Đến Hàng Hải lĩnh , địch đến trước, chiếm cứ nơi hiểm yếu, các cánh quân Nguyên thất bại, chỉ có Thổ Thổ Cáp đem quân bản bộ đi đầu, chiến đấu kịch liệt, cứu Tấn vương ra ngoài. Kỵ binh của địch đuổi theo, Thổ Thổ Cáp bèn tuyển quân tinh nhuệ đặt mai phục để đợi, phản quân không dám đến gần. Mùa thu, tháng 7 ÂL, Thế Tổ đi tuần biên giới phía bắc, triệu kiến úy lạo Thổ Thổ Cáp. Sau khi về kinh sư, Thế Tổ lại khen ngợi Thổ Thổ Cáp trong bữa tiệc lớn; luận công chư tướng, ban thưởng cho người Khâm Sát trước hết.  

### Săn bắn bắc biên
Ban đầu, nhà Nguyên diệt Tống, Thế Tổ mệnh cho 1000 tô hộ (hộ làm ruộng thuê) ở Kiến Khang, Lư, Nhiêu sung làm hộ Cáp Lạt Xích, thêm 1700 hộ đã bắt được ban cho Thổ Thổ Cáp, còn cho một con trai làm quan, để đốc trách việc thu thuế. Năm thứ 28 (1291), Thổ Thổ Cáp tâu: "Quân Cáp Lạt Xích có hơn vạn, đủ để sử dụng." Có chiếu ban châu mạo (mũ đính ngọc trai), châu y (áo đính ngọc trai), kim đái (đai vàng), ngọc đái (đai ngọc), chim cắt Hải Đông Thanh mỗi món được một; còn ban cho bộ khúc của Thổ Thổ Cáp thuế y (áo lông mềm), vạn xúc kiêm tố (lụa nhũn). Thổ Thổ Cáp soái vạn người Cáp Lạt Xích lên phía bắc săn bắn ở Hán Tháp Hải, kẻ địch ở vùng biên nghe tin đều bỏ đi. Mùa thu năm thứ 29 (1292), lược đất Kim Sơn, bắt hơn 3000 hộ của Hải Đô, trở về Hòa Lâm. Có chiếu sai Thổ Thổ Cáp tiến đánh thị tộc Khất Lý Cát Tư (Qirqisud). Mùa xuân năm thứ 30 (1293), quân Nguyên đến Khiêm hà , đi trên băng mấy ngày, đến được lãnh thổ của họ, bắt hết 5 bộ của thị tộc này, đóng đồn để giữ. Tâu lên công trạng, được gia Long Hổ vệ thượng tướng quân, còn cấp cho Hành xu mật viện ấn. Hải Đô nghe tin quân Nguyên chiếm Khất Lý Cát Tư, bèn đưa quân đến Khiêm hà, Thổ Thổ Cáp đánh bại ông ta, bắt tướng địch là Bột La Sát.

## Phụng sựNguyên Thành Tông
Năm thứ 31 (1294), Thành Tông lên ngôi, ban chiếu lấy việc biên cảnh làm trọng, cho Thổ Thổ Cáp khỏi vào triều, sai sứ ban 500 lạng bạc, bầu, mâm, chén bằng vàng đính thất bảo mỗi món được một, vạn xâu tiền, một cái lều giạ trắng, gia nhất, tám con lạc đà một bướu. Mùa đông, Thổ Thổ Cáp được triệu đến kinh sư, ban thưởng nhiều hơn, riêng ban cho bộ hạ 120 vạn xâu tiền. Mùa xuân năm Nguyên Trinh đầu tiên (1295), tiếp tục ra giữ biên giới phía bắc. Mùa thu năm thứ 2 (1296), chư vương hưởng ứng Hải Đô đưa lực lượng về hàng, dân chúng vùng biên kinh động rối loạn, Thổ Thổ Cáp đích thân đến Ngọc Long Hãn giới, xuất tiền riêng để vỗ yên bọn họ, dẫn đường cho bọn chư vương Nhạc Mộc Hốt vào triều. Đế cởi ngự y để ban, lại ban 50 lạng vàng, 1500 lạng bạc, 5 vạn xâu tiền, kiệu xe mỗi loại được một.
Tháng giêng ÂL năm Đại Đức đầu tiên (1297), được bái làm Ngân thanh vinh lộc đại phu, Thượng trụ quốc, Đồng tri xu mật viện sự, Khâm Sát thân quân đô chỉ huy sứ, phụng mệnh trở về biên giới phía bắc. Tháng 2 ÂL, đến Tuyên Đức phủ, mất, hưởng thọ 61 tuổi. Được tặng Kim tử quang lộc đại phu, Tư không, truy phong Duyên quốc công, thụy là Vũ Nghị, về sau gia phong lên tước vương.

## Hậu nhân
Thổ Thổ Cáp có tám con trai:
1. Tháp Sát Nhi, làm đến Định viễn đại tướng quân, Bắc Đình nguyên soái;
2. Thái Bất Hoa, làm đến Ngự vị hạ bác nhi xích;
3. Sàng Ngột Nhi, là người nổi tiếng nhất, sử cũ có truyện;
4. Biệt Lý Bất Hoa, làm đến Khâm Sát thân quân thiên hộ;
5. Thiếp Mộc Nhi Bất Hoa, làm đến Kiến Khang đẳng xứ Cáp Lạt Xích hộ Đạt lỗ hoa xích;
6. Hoan Sai, làm đến Khâm Sát thân quân thiên hộ;
7. Nhạc Lý Thiếp Mộc Nhi, làm đến Kim Vũ vệ thân quân đô chỉ huy sứ sự;
8. Đoạn Cổ Lỗ Ban, làm đến Khâm Sát thân quân đô chỉ huy sứ.[4]